# Ekipa za 6
Ekipa za 6 (engleski Big Hero 6) je američka 3D računalno-animirana komedija u produkciji Walt Disney Animation Studios i izdana od strane Walt Disney Pictures - Prvi je film o super junacima i ujedno 54. animirani film u seriji Disneyjevih klasika. Film je inspiriran istoimenim Marvel stripom. U ovoj animiranoj pustolovini glavni junak priče je četrnaestogodišnji dječak Hiro Hamada, čudo od djeteta, ljubitelj robota koji svoj talent trati u uličnim borbama robota sve dok ne tragično ne strada njegov stariji brat Tadashi. Hiro ostvaruje posebnu vezu s Baymaxom, osobnim robotom koji pomaže ljudima. 

## Glasovi
| Lik                        | Originalni glas    | Hrvatski glas        |
| -------------------------- | ------------------ | -------------------- |
| Hiro                       | Ryan Potter        | Tit-Emanuel Medvešek |
| Tadashi                    | Daniel Henney      | Zoran Pribičević     |
| Baymax                     | Scott Adsit        | Dražen Šivak         |
| Aunt Cass                  | Maya Rudolph       | Suzana Nikolić       |
| GoGo Tomago                | Jamie Chung        | Iva Mihalić          |
| Wasabi                     | Damon Wayanas, Jr. | Jerko Marčić         |
| Honey Lemon                | Génesis Rodríguez  | Judita Franković     |
| Fred                       | T.J Miller         | Krunoslav Klabučar   |
| Professor Robert Callaghan | James Cromwell     | Siniša Popović       |
| Alistair Krei              | Alan Tudyk         | Marko Torjanac       |

## Vanjske poveznice
- Ekipa za 6 u internetskoj bazi filmova IMDb-a